# Camerata Klaipėda
Camerata Klaipėda ist ein Kammerorchester der litauischen Hafenstadt Klaipėda. Es hat 13 Mitglieder. Viele sind Studenten der LMTA. Der Gründer und Leiter ist der Geiger Vilhelmas Čepinskis. Von 2004 bis 2009 hatte das Orchester 150 Konzerte und nahm drei CDs auf. Es spielte in Polen, Belarus, Lateinamerika, Türkei, Russland (in Sibirien und in Moskau, „Dom muzyki“).
Das Büro des Orchesters befindet sich in Kaunas. Die Proben finden in Vilnius statt. Die Stadtgemeinde Klaipėda unterstützte das Orchester bis 2009 jährlich mit 200.000 Litas.

## Diskografie
- „Keturi metų laikai“, mit „Warner Chappell Music“